# Congaree-Nationalpark
Der in South Carolina gelegene, über 107 Quadratkilometer große Congaree-Nationalpark birgt den letzten großen Bestand von alten Hartholz-Wäldern in den Vereinigten Staaten. Die üppigen, in einem Sumpfgebiet wachsenden Bäume gehören zu den höchsten Wäldern im Osten der USA und bilden eine der höchsten natürlichen Dachflächen der Welt.
Der in West-Ost-Richtung ausgeprägte Nationalpark wird in südlicher Richtung durch den Congaree River begrenzt, welcher einen wesentlichen Einfluss auf die Natur und den Lebensraum des Nationalparks hat.
Der Park wurde 1976 gegründet und am 10. November 2003 zum Nationalpark erhoben. Er ist ein bedeutendes Schutzgebiet für Pflanzen und Tiere und bietet dem Besucher einfache Campingplätze, Wanderwege und die Möglichkeit von Kanufahrten und für Vogelbeobachtungen.

## Geschichte
Congaree-Indianer siedelten, als Hernando de Soto 1540 auf der Suche nach Gold die Region durchzog, auf dem Gebiet des heutigen Parks. Die Spanier gaben um 1570 ihre letzten Posten auf. 1698 wurden die Congaree jedoch von einer Pockenepidemie getroffen, die europäische Siedler eingeschleppt hatten.
Bis 1776 verlieh der König von England Landrechte, ab diesem Zeitpunkt beanspruchte dies der Bundesstaat, der Teil der neugegründeten USA war, selbst. 1786 entstand eine erste Fähre über den Fluss. 1839 bis 1841 wurden unter Einsatz von Sklaven Dämme im Nordwesten und Südwesten des Sumpfgebiets gebaut. Bis etwa 1860 versuchte man, das Land für Bodenbearbeitung und Weidewirtschaft zu erschließen. Insbesondere die Echte Sumpfzypresse, hier Bald Cypress genannt, wurde zum Ziel von Holzfällern. 1895 bis 1905 erwarb die Santee River Cypress Lumber Company, im Besitz von Francis Beidler, einen großen Teil des Landes. Doch nur dort, wo schiffbare Flüsse zur Verfügung standen, lohnte sich der Einschlag. Nach etwa zehn Jahren wurde das Unternehmen angesichts der schwierigen Transportverhältnisse und der extremen Feuchtigkeit aufgegeben.
Als 1969 die Holzpreise stark anstiegen und private Landbesitzer Pläne ins Auge fassten, die Holzfällerei wieder aufzunehmen, wehrten sich viele Bürger mit Unterstützung des Sierra Club dagegen. 1974 wurde das Gebiet zur National Natural Landmark erhoben, bereits 1976 genehmigte der Kongress die Einrichtung des Congaree Swamp National Monument. Allerdings richtete der Hurrikan Hugo 1989 schwere Schäden an, insbesondere unter den höchsten Bäumen. Die zahlreichen umgestürzten Stämme boten allerdings neue Biotope, so dass die Zahl der Tierarten, insbesondere der Insekten, Reptilien, Vögel und Fledermäuse, aber auch die der Pilze stark zunahm.
Am 30. Juni 1983 wurde das Congaree Swamp National Monument zum Internationalen Biosphärenreservat erhoben. Im Juli 2001 wurde es zum global bedeutenden Vogelschutzgebiet und am 10. November 2003 zum 57. Nationalpark.